# Erroll Collins
Erroll Collins (eigentlich Ellen Edith Hannah Redknap)  (* 15. April 1906 in Shadwell, London, England; † 11. März 1991) war eine britische Science-Fiction-Schriftstellerin.

## Biografie
Collins wurde als Ellen Edith Hannah Redknap in Shadwell, London, als ältestes von vier Kindern und Tochter von Frederick Redknap (1887–1950), einem Klempnermeister, geboren. Als Kind gab sie ihren jüngeren Geschwistern ein so gutes Beispiel, dass sie in den letzten Jahren ihres Lebens von vielen Familienmitgliedern als „Goody Two Shoes“ (Moralapostel) bezeichnet und als Tante Goody angesprochen wurde.
Als Kind war sie eine exzellente Pianistin gewesen, aber nach dem Tod ihrer Mutter im Jahr 1934 spielte sie nie wieder. Sie besuchte das St. Mary’s College in der Twickenham Road (möglicherweise jetzt als Gumley-Schule bekannt), wo sie schon damals schreiben wollte. Gelegentlich malte sie auch gerne mit Wasserfarben. Sie war eine begeisterte Züchterin von Sumpfschildkröten und hatte oft eine in der Schürze, wenn sie die Hausarbeit erledigte. Sie hatte ein sehr breites Allgemeinwissen und las viel. Nach ihrem Tod war es fast unmöglich, einen ihrer Räume zu betreten, weil in dem Raum mehr als zweitausend Bücher vom Boden bis zur Decke gestapelt waren.
Redknap hat nie geheiratet. Stattdessen kümmerte sie sich um ihre jüngeren Geschwister und ihren Vater, nachdem ihre Mutter gestorben war und sie sich später um ihren Bruder Earnest kümmerte. Er hatte eine bemerkenswerte Kriegsgeschichte in der Armee im Jahr 1939 und bekam ein Kommando bei der Teilnahme 1940 bei dem Angriff auf die Lofoten. Später wurde er Segelflugzeug- und Kleinflugzeugpilot im Glider Pilot Regiment. Nach dem Krieg wurde er im Rang eines Staff Sergeants (Stabsfeldwebel) aus dem Dienst entlassen. Anschließend forschte er für die Paint Research Association, heute als PRA bekannt. Er starb 1979, seine Schwester lebte bis 1991 und starb allein in ihrem Haus in Isleworth am 11. März des Jahres.

## Schriftstellerin
Redknap war als Autorin vorrangig in den 1940er und 1950er Jahren aktiv. Sie schrieb zumeist Science-Fiction und Abenteuerromane für Jugendliche. Sie veröffentlichte unter mehreren Pseudonymen, hauptsächlich als Erroll Collins. Ein Buch veröffentlichte sie als Greame Grant Hawkins, zu Ehren ihres Neffen und dessen Geburt.
Ihr Krieg zwischen den Welten von 1944 ist für seine Zeit sehr fortschrittliche Science-Fiction. Redknap stellt eine zukünftige Welt vor, in der es Populationen auf dem Mars, der Venus sowie auf der Erde gibt, die mit Raumschiffen im Sonnensystem reisen und unvermeidlich in Kriege geraten. Es wurde in dem damals populären The Boy's Own Paper als Fortsetzungsroman veröffentlicht und wird viele Jugendliche dieser Generation beeinflusst haben, um sich für die Möglichkeit der menschlichen Raumfahrt zu interessieren. Bis zu einem gewissen Grad nimmt es die spätere Arbeit von Robert A. Heinlein vorweg, obwohl es sich eindeutig nur an Jugendliche richtet. Es wurde von Lutterworth Press im Jahr 1949 in gebundener Form veröffentlicht. Krieg zwischen den Welten nimmt eine Reihe von politischen Neuausrichtungen vorweg, von denen einige tatsächlich wahr geworden sind. Das Buch sagt voraus, dass die „Vereinigten Staaten von Europa“, die der EU nicht unähnlich sind, gegründet werden, obwohl das britische Empire und die Vereinigten Staaten sich zum „britisch-amerikanischen Empire“ zusammengeschlossen haben. Nichtsdestotrotz geht Collins zu Recht davon aus, dass die größten Krisenherde der Welt zum Jahrtausendwechsel im Nahen Osten liegen werden. In ihrem Roman streiten sich Europa und Asien um das Kaspische Meer. In dem interplanetarischen Krieg, der den Höhepunkt der Geschichte bildet, siegt die Erde hauptsächlich, weil sich die Bevölkerung gegen ihre gemeinsamen Feinde von Mars und Venus zusammenschließt.
Sie sagte 28 Jahre zuvor den Landeplatz für die Apollo-Missionen voraus und sagte in einem lokalen Zeitungsartikel:
„I picked the Sea of Tranquility because it seemed the most likely spot to land. It's central, and flat. But it was just a guess.“
„Ich habe das Meer der Ruhe ausgewählt, weil es am wahrscheinlichsten war, dort zu landen. Es ist zentral und flach. Aber es war nur eine Vermutung.“
Während des Zweiten Weltkrieges wurde einem ihrer Bücher die Druckgenehmigung der Zensoren aus Gründen der nationalen Sicherheit verweigert, weil die Fiktion ein wenig zu nah an der Realität der Dinge war, die heimlich entwickelt wurden. In The Secret of Rosmerstrand, 1942, machte Redknap auch eine Vermutung darüber, was die deutsche Armee auf dem Meeresboden vorhatte. In diesem Roman, den der Verlag als eine prophetische, aufregende, bedrohliche Geschichte der modernen Kriegsführung bezeichnet, entwickeln die Nazis eine Unterwasserbasis, von der aus sich U-Boote und Truppentransporter auf Traktoren vorbereiten, um auf dem Meeresboden in Großbritannien einzudringen. Sogar sie war überrascht, als im Jahr 1957 Unmengen von erbeuteten NS-Dokumenten veröffentlicht wurden und sich herausstellte, dass sie genau ein solches Projekt auf dem Reißbrett hatten.
Es scheint, dass sie möglicherweise eine Bekannte von Barnes Wallis war – die Verwendung von Schwenkflügeln in Krieg zwischen den Welten könnte ihren Ursprung in dieser Assoziation haben.
Sie arbeitete als persönliche Assistentin von MacDonald Hastings, einem Journalisten und Kriegsberichterstatter, als Journalistin bei Picture Post und Bernard Weatherills Vater.
Im späteren Leben bildete die Poesie den größten Teil ihres Schaffens und sie ließ viele Verse sowohl in lokalen Publikationen als auch auf eigene Faust veröffentlichen. Sie war auch daran interessiert, anderen zu helfen und gab angehenden Dichtern und Schriftstellern viele Ratschläge und arbeitete gelegentlich als Redakteurin.

## Bibliografie
Romane
- The Isle of the Black Pearl (1935, als E. E. H. Redknap)
- Galleons of the Air (1940)
- The Sea Falcon (1940)
- The Secret of Rosmerstrand (1942)
- Outlaw Squadron (1943)
- Mariners of Space (1944)
  - Deutsch in 2 Teilen: Teil 1: Krieg zwischen den Welten. Übersetzt von Clark Darlton. Pabel (Utopia-Großband #12), 1954. Teil 2: Flucht zur Erde. Übersetzt von Clark Darlton. Pabel (Utopia-Großband #13), 1954.
- The Hawk of Aurania (1944)
- Rebel Wings (1945)
- Submarine City (1946)
- Wings Over the Arctic (1947, als Greame Grant Hawkins)
- The Stars of Korania (1948)
- The Black Dwarf of Mongolia (1949)
- Pirates in Space (1953)
- Adventures on the Planet (1953, in: Fantastic Science Thriller #1; als Simon Querry)
- A Spot on the Sun (1954, in: Fantastic Science Thriller #3; als Joseph Mois)
- Conquerors of Space (1954, in: Fantastic Science Thriller #5)
- Planets of Peril (1954, in: Fantastic Science Thriller #4; als Clyde Marfax)
- Volcanic Treasure (1955, als Greame Grant Hawkins)
- Wings of Resistance (1959, als Greame Grant Hawkins)

Kurzgeschichten
- The Luck of the Lindsays (1936)
- The Tiki of Tautauro (1936)
- The Sunstone (1936)
- The Grey Druid (1937)
- The Haunted Reef (1937)
- Deaths Door (1937)
- The Dare-Devil Pilot (1938)
- Galleons of the Air (1939)
- The Sea Falcon (1940)
- The Lost Lake (1944)
- The Silver Joss (1944)
- Beaver Gold (1944, als E. E. H. Redknap)
- Red for Danger (1946)

Lyrik (als Ellen E. H. Collins)
- The Star Rover. A poem (1953)
- Poems of Earth, Sea and Sky (1959)
- More Poems of Earth, Sea and Sky (1960)
- Astrology, and other poems (1961)
- Impressions (1961)
- Poems for All Seasons (1961)
- Strange Altars (1973)
- Un-Cuddly Creatures (1989)